# جایزه نظریه فون نویمان
جایزه نظریه جان فون نویمان از موسسه تحقیقات عملیاتی و علوم مدیریت (INFORMS) سالانه به فردی (یا گاهی گروهی) اعطا می‌شود که سهم اساسی و پایداری در نظریه در تحقیق عملیاتی و علوم مدیریت داشته باشد.
جایزه‌ای که به نام ریاضیدان جان فون نویمان نامگذاری شده است، به جای یک اثر واحد، به مجموعه‌ای از آثار اهدا می‌شود. این جایزه قرار بود منعکس‌کنندهٔ مشارکت‌هایی باشد که در آزمون زمان سربلند بیرون آمده‌اند. معیارها شامل اهمیت، نوآوری، عمق و برتری علمی است.
این جایزه شامل ۵۰۰۰ دلار، یک مدال و یک تقدیرنامه است.
این جایزه از سال ۱۹۷۵ اهدا می‌شود. اولین دریافت‌کننده آن جورج بی. دانتزیگ به خاطر کارش در زمینه برنامه‌ریزی خطی بود.

## فهرست دریافت‌کنندگان
- ۲۰۲۴ جیم دای
- ۲۰۲۳ کریستوس پاپادیمتریو و میهالیس یاناکی
- ۲۰۲۲ وجی وزیرانی
- ۲۰۲۱ الکساندر شاپیرو
- ۲۰۲۰ آدریان لوئیس
- ۲۰۱۹ دیمیتریس برتسیماس و جونگ شی پنگ
- ۲۰۱۸ دیمیتری برتسکاس و جان تسکیکلیس برای مشارکت در محاسبات موازی و توزیع شده و همچنین برنامه‌نویسی عصبی. برای کمک‌های به محاسبات موازی و توزیع شده و همچنین برنامه‌نویسی نورودینامیک.
- ۲۰۱۷ دونالد گولدفارب و خورخه نوسیدال برای کمک‌های اساسی به نظریه و کاربردهای بهینه‌سازی غیر خطی در چندین دهه گذشته. برای کمک‌های اساسی به نظریه و کاربرد بهینه‌سازی غیر خطی در چندین دهه گذشته.
- ۲۰۱۶ مارتین آی ریمن و روت جی ویلیامز برای مشارکت‌های تحقیقاتی اساسی در چندین دهه گذشته، به نظریه و کاربرد "شبکه‌های استوکاستیک / سیستم هاً و "تقریبات ترافیک سنگین" آنها. برای مشارکت‌های تحقیقاتی مهم در چندین دهه گذشته، به تئوری و کاربرد "شبکه‌های Stochastic/Systems" و "تقریبات ترافیک سنگین" آنها.
- ۲۰۱۵ واشک شواتال و ژان برنارد لاسر برای مشارکت‌های اساسی و عمیق در پایه‌های نظری بهینه‌سازی.
- ۲۰۱۴ نمرود مگیدو برای مشارکت‌های اساسی در طیف گسترده‌ای از زمینه‌های تحقیقات عملیاتی و علوم مدیریت، به ویژه در برنامه‌نویسی خطی، بهینه‌سازی ترکیبی و نظریه بازی الگوریتم.
- ۲۰۱۳ میشل بالینسکی
- ۲۰۱۲ جورج نماوسر و لورانس وولزی[۱]
- ۲۰۱۱ جیرارد کورنوژولز استاد تحقیقات عملیات دانشگاه آی بی ام در مدرسه کسب و کار تیپر دانشگاه کارنگی ملون برای مشارکت‌های اساسی و گسترده خود در بهینه‌سازی متمایز از جمله تحقیقات عمیق خود در مورد ماتریس‌های متوازن و ایده‌آل، نمودارهای کامل و قطع هواپیما برای بهینه‌سازی اعداد مخلوط. برای کمک‌های اساسی و گسترده‌ای که به بهینه‌سازی متمایز انجام داد از جمله تحقیقات عمیق او در مورد ماتریس‌های متعادل و ایده‌آل، نمودارهای کامل و خط‌های قطع برای بهینه‌سازی اعداد مخلوط.
- ۲۰۱۰ سورن اسموسن و پیتر گلین
- ۲۰۰۹ یوری نستروف و ینیو ییینوی ی
- ۲۰۰۸ فرانک کیلی
- ۲۰۰۷ آرتور ف. وینوت جونیور برای مشارکت عمیق خود در سه زمینه اصلی تحقیقات عملیاتی و علوم مدیریت: نظریه موجودی، برنامه‌نویسی پویا و برنامه‌نویسی شبکه. برای کمک‌های عمیق او به سه زمینه اصلی تحقیقات عملیاتی و علوم مدیریت: نظریه موجودی، برنامه‌نویسی پویا و برنامه‌نویسی شبکه.
- ۲۰۰۶ مارتین گروچل لاسلو لوواس و الکساندر شریفر برای کار اساسی آنها در بهینه‌سازی ترکیبی. برای کار اساسی و پیشرو در بهینه‌سازی ترکیبی
- ۲۰۰۵ رابرت ج. آومن به خاطر مشارکت‌های اساسی او در نظریه بازی و زمینه‌های مرتبط به خاطر مشارکت اساسی او در نظریه بازی و زمینه‌های مرتبط
- ۲۰۰۴ ج. مایکل هاریسون برای مشارکت‌های عمیق او در دو زمینه اصلی تحقیقات عملیاتی و علوم مدیریت: شبکه‌های استوکاستیک و امور مالی ریاضی. برای کمک‌های عمیق او به دو زمینه اصلی تحقیقات عملیاتی و علم مدیریت: شبکه‌های استوکاستیک و امور مالی ریاضی.
- ۲۰۰۳ آرکادی نمیروفسکی و مایکل ج. تاد برای کمک‌های اساسی و عمیق آنها در بهینه‌سازی مداوم.
- ۲۰۰۲ دونالد ایل ایگلهارت و سیروس درمن برای کمک‌های اساسی خود به تجزیه و تحلیل عملکرد و بهینه‌سازی سیستم‌های استوکاستیک برای کمک‌های اساسی آنها به تجزیه و تحلیل عملکرد و بهینه‌سازی سیستم‌های استوکاستیک
- ۲۰۰۱ وارد ویت برای کمک‌های خود به نظریه صف بندی، احتمالات کاربردی و مدل‌سازی استوکاستیک برای کمک‌های او به نظریه صف بندی احتمالات کاربردی و مدل‌سازی استوکاستیک
- ۲۰۰۰ ایلیس جانسون و مانفرد پادبرگ
- ۱۹۹۹ آر. تایرل راکافلر
- ۱۹۹۸ فرد دی گلور
- ۱۹۹۷ پیتر ویتل
- ۱۹۹۶ پیتر سی فشبرن
- ۱۹۹۵ اِگون بالاس
- ۱۹۹۴ لاژوس تاکاکس
- ۱۹۹۳ رابرت هرمن
- ۱۹۹۲ آلان ج. هوفمن و فیلیپ ولف
- ۱۹۹۱ ریچارد برلو و فرانک پروشان
- ۱۹۹۰ ریچارد کارپ
- ۱۹۸۹ هری م. مارکوویتز
- ۱۹۸۸ هربرت آ. سایمن
- ۱۹۸۷ ساموئل کارلین
- ۱۹۸۶ کنت ج. آروکنته جی تیر
- ۱۹۸۵ جک ادموندز
- ۱۹۸۴ رالف گوموری
- ۱۹۸۳ هربرت اسکارف
- ۱۹۸۲ ابراهیم چارنس ویلیام کوپر و ریچارد دوفینریچارد ج. دوفین
- ۱۹۸۱ لوید شاپلی
- ۱۹۸۰ دیوید گال هارولد کوهن و آلبرت توکر
- ۱۹۷۹ دیوید بلکویل
- ۱۹۷۸ جان ایف ناش و کارلتون ای. لیمک
- ۱۹۷۷ فلیکس پولاچک
- ۱۹۷۶ ریچارد بلمن
- ۱۹۷۵ جورج بی دانتزیگ برای کار خود در برنامه‌نویسی خطی